# Fosfito de trifenilo
El fosfito de trifenilo es un compuesto organofosforado con la fórmula P(OC6H5)3, a menudo abreviado como P(OPh)3. Es un líquido incoloro con un olor muy picante. Se utiliza como ligando en química organometálica y como reactivo en síntesis orgánica. La molécula presenta un centro piramidal de fósforo (III) unido a tres grupos fenóxido.

## Síntesis y reactividad
El fosfito de trifenilo se prepara a partir de tricloruro de fósforo en presencia de una base, típicamente una amina terciaria:
{\displaystyle {\rm {3\ C_{6}H_{5}OH+PCl_{3}+R_{3}N\rightarrow P(OC_{6}H_{5})_{3}+3\ R_{3}NH^{+}Cl^{-}}}}
En ausencia de una base, produce difenilfosfito.
La trimetilfosfina se prepara a partir de trifenilfosfito:
{\displaystyle {\rm {3\ CH_{3}MgBr+P(OC_{6}H_{5})_{3}\rightarrow P(CH_{3})_{3}+3\ MgBrOC_{6}H_{5}}}}
El trifenilfosfito es un ejemplo notable de poliamorfismo en compuestos orgánicos, es decir, existe en dos formas amorfas diferentes a temperaturas de aproximadamente 200 K. No hace mucho, se obtuvo una nueva modificación polimórfica del fosfito de trifenilo mediante cristalización en líquidos iónicos.

### Complejos de coordinación representativos
El trifenilfosfito forma complejos de valencia cero del tipo M[P(OC6H5)3]4 para M = Ni, Pd, Pt. El complejo de níquel incoloro (punto de fusión 147 °C) puede prepararse a partir del complejo de níquel(0) con 1,5-ciclooctadieno:
{\displaystyle {\rm {Ni(COD)_{2}+4\ P(OC_{6}H_{5})_{3}\rightarrow Ni[P(OC_{6}H_{5})_{3}]_{4}+2\ COD}}}
También forma una variedad de complejos de Fe(0) y Fe(II), como el dihidruro H2Fe[P(OC6H5)3]4.